# Vinemina nigaria
Vinemina nigaria är en fjärilsart som beskrevs av Samuel E. Cassino 1928. Vinemina nigaria ingår i släktet Vinemina och familjen mätare. Inga underarter finns listade i Catalogue of Life.